# Tadeusz Grabski
Tadeusz Wojciech Grabski (ur. 14 marca 1929 w Warszawie, zm. 2 lutego 1998 w Poznaniu) – polski doktor ekonomii i polityk komunistyczny. Członek Biura Politycznego KC PZPR (1980–1981), poseł na Sejm PRL VII kadencji, w 1980 wiceprezes Rady Ministrów, w latach 1973–1975 wojewoda poznański.

## Życiorys
Syn Leona i Zofii. W 1951 ukończył studia w Wyższej Szkole Ekonomicznej w Poznaniu, uzyskał następnie stopień doktora nauk ekonomicznych. Po ukończeniu studiów przez 5 lat służył w Wojsku Polskim. Przez kolejne 15 lat pracował w przemyśle terenowym, m.in. jako dyrektor Przedsiębiorstwa Remontowo-Budowlanego w Poznaniu, dyrektor Wojewódzkiego Zjednoczenia Przedsiębiorstw Przemysłu Terenowego w Poznaniu oraz prezes Zarządu Głównego Związku Spółdzielczości Pracy w Poznaniu. W okresie 1979–1980 pełnił funkcję dyrektora naczelnego Zakładów Systemów Automatyki „Mera” w Poznaniu.
W latach 1952–1956 należał do Związku Młodzieży Polskiej, w 1956 wstąpił do Polskiej Zjednoczonej Partii Robotniczej. W 1959 został lektorem i konsultantem komitetu wojewódzkiego w Poznaniu, następnie w latach 1965–1970 członek i przewodniczący komisji przemysłowej KW, następnie do 1975 członek egzekutywy. W okresie 1970–1972 pełnił funkcję sekretarza Komitetu Wojewódzkiego PZPR w Poznaniu. 29 grudnia 1972 był przewodniczącym prezydium Wojewódzkiej Rady Narodowej w Poznaniu, od 23 grudnia 1973 pełnił funkcję wojewody poznańskiego. W latach 1975–1979 był I sekretarzem KW PZPR w Koninie i przewodniczącym prezydium Wojewódzkiej Rady Narodowej. Od września 1980 do lipca 1981 był sekretarzem Komitetu Centralnego PZPR (w którym zasiadał w latach 1975–1981, z półroczną przerwą w 1980), a od grudnia 1980 do lipca 1981 był też członkiem Biura Politycznego KC PZPR.
W latach 1976–1980 był posłem na Sejm PRL VII kadencji. Od 24 sierpnia do 8 października 1980 pełnił urząd wicepremiera w rządzie Józefa Pińkowskiego. Tadeusz Grabski był jednym z czołowych przedstawicieli antyreformatorskiego skrzydła PZPR. W związku z tym, przed wprowadzeniem stanu wojennego, przywódcy Związku Radzieckiego oczekiwali, że to on stanie na czele PZPR. W kwietniu 1981 został przewodniczącym nowo powstałej wewnątrzpartyjnej komisji, która miała ocenić odpowiedzialność członków PZPR pełniących funkcje kierownicze. W latach 1982–1989 pracował w dyplomacji, w tym na stanowisku radcy-ministra pełnomocnego Biura Radcy Handlowego Ambasady PRL w Berlinie.
Został pochowany na Cmentarzu Junikowo w Poznaniu.

## Odznaczenia
- Krzyż Komandorski Orderu Odrodzenia Polski
- Złoty Krzyż Zasługi[5]
- Złoty Znak Związku Ochotniczych Straży Pożarnych (1975)[6]